# گورستان چنار گریت
قبرستان چنار گریت مربوط به قرون میانه اسلامی است و در شهرستان خرم‌آباد، بخش پاپی، دهستان گریت، ۲۰۰ متری غرب روستای چنار گریت واقع شده و این اثر در تاریخ ۸ بهمن ۱۳۸۵ با شمارهٔ ثبت ۱۶۹۹۷ به عنوان یکی از آثار ملی ایران به ثبت رسیده است.